# Ischnurges gratiosalis
Ischnurges gratiosalis là một loài bướm đêm trong họ Crambidae.